# Aubencheul-aux-Bois
Aubencheul-aux-Bois é uma comuna francesa na região administrativa de Altos da França, no departamento Aisne. Estende-se por uma área de 2,11 km². Em 2010 a comuna tinha 267 habitantes (densidade: 126,5 hab./km²).